# イマージュ (木之内みどりの曲)
「イマージュ」は、1977年8月10日に発売された木之内みどりの9枚目のシングル。

## 解説
作詞は5枚目のシングル「学生通り」以来5作連続の松本隆、作曲はシングル初参加の谷山浩子、編曲は前作と同じく瀬尾一三である。松本はその後10枚目のシングル「走れ風のように」まで連続で作詞を手がけている。
B面曲「色づく夜に」は、トニー・マコーレーが作詞作曲し、当時日本でも放映が始まった人気テレビドラマ『刑事スタスキー&ハッチ』でハッチを演じたデヴィッド・ソウルが歌ってヒットした「Don't Give Up on Us」のカヴァーである。
本楽曲は、1987年発売の木之内みどり初のベストCD以来、頻繁にCD化・デジタル音源化されており、現在も比較的容易に聴くことができる。

## 収録曲
1. イマージュ（3分50秒）
作詞：松本隆／作曲：谷山浩子／編曲：瀬尾一三
2. 色づく夜に（Don't Give Up On Us）（4分17秒）
訳詞：遠藤幸三／作曲：M.Macaulay／編曲：瀬尾一三
※「M.Macaulay」は「Tony Macaulay」（トニー・マコーレー）の誤り。

## 収録CD
- 木之内みどり/プレイバック・シリーズ（1987年11月21日） - 「イマージュ」
- 木之内みどり（1989年8月21日） - 「イマージュ」
- MYこれ!クション 木之内みどり BEST（2001年10月17日） - 「イマージュ」
- 株式会社 NAVレコード ヒストリー2（2003年7月16日） - 「イマージュ」「色づく夜に」
- ぼくらのベスト アルバム復刻シリーズ 木之内みどり 2（2004年5月19日） - 「イマージュ」「色づく夜に」
- 「木之内みどり」SINGLESコンプリート（2007年7月18日） - 「イマージュ」「色づく夜に」